# Declaración Unilateral de Independencia de Rodesia

La bandera de Rodesia, utilizada a partir de su declaración unilateral de independencia.

La Declaración Unilateral de Independencia (Unilateral Declaration of Independence en inglés, abreviado UDI) fue el documento por el que el gobierno de Rodesia del Sur declaró, el 11 de noviembre de 1965, el fin de la soberanía británica en dicho territorio y la independencia de este dominio en el sur de África bajo el nombre de Rodesia.
La declaración fue la culminación de una larga disputa entre el gobierno segregacionista de Rodesia del Sur y el Reino Unido, siendo además la primera vez que una colonia británica rompía lazos con la metrópoli de forma unilateral desde la declaración de independencia de los Estados Unidos, casi dos siglos antes.
Tanto el Reino Unido, como la Mancomunidad de Naciones y las Naciones Unidas consideraron la declaración unilateral de Rodesia como un acto ilegal y establecieron sanciones económicas a dicho territorio, siendo la primera vez que fueron impuestas sobre un territorio secesionista. Pese a las sanciones y el aislamiento casi total que recibió de la comunidad internacional (con la excepción del apoyo de Sudáfrica y Portugal), el gobierno de Rodesia persistió con su declaración y se mantuvo como un estado no reconocido por más de una década.
La declaración se mantuvo vigente hasta 1979, cuando fue derogada por el nuevo estado de Zimbabue-Rodesia, creado tras los acuerdos de paz que permitieron el fin de la guerra civil de Rodesia.

## Antecedentes

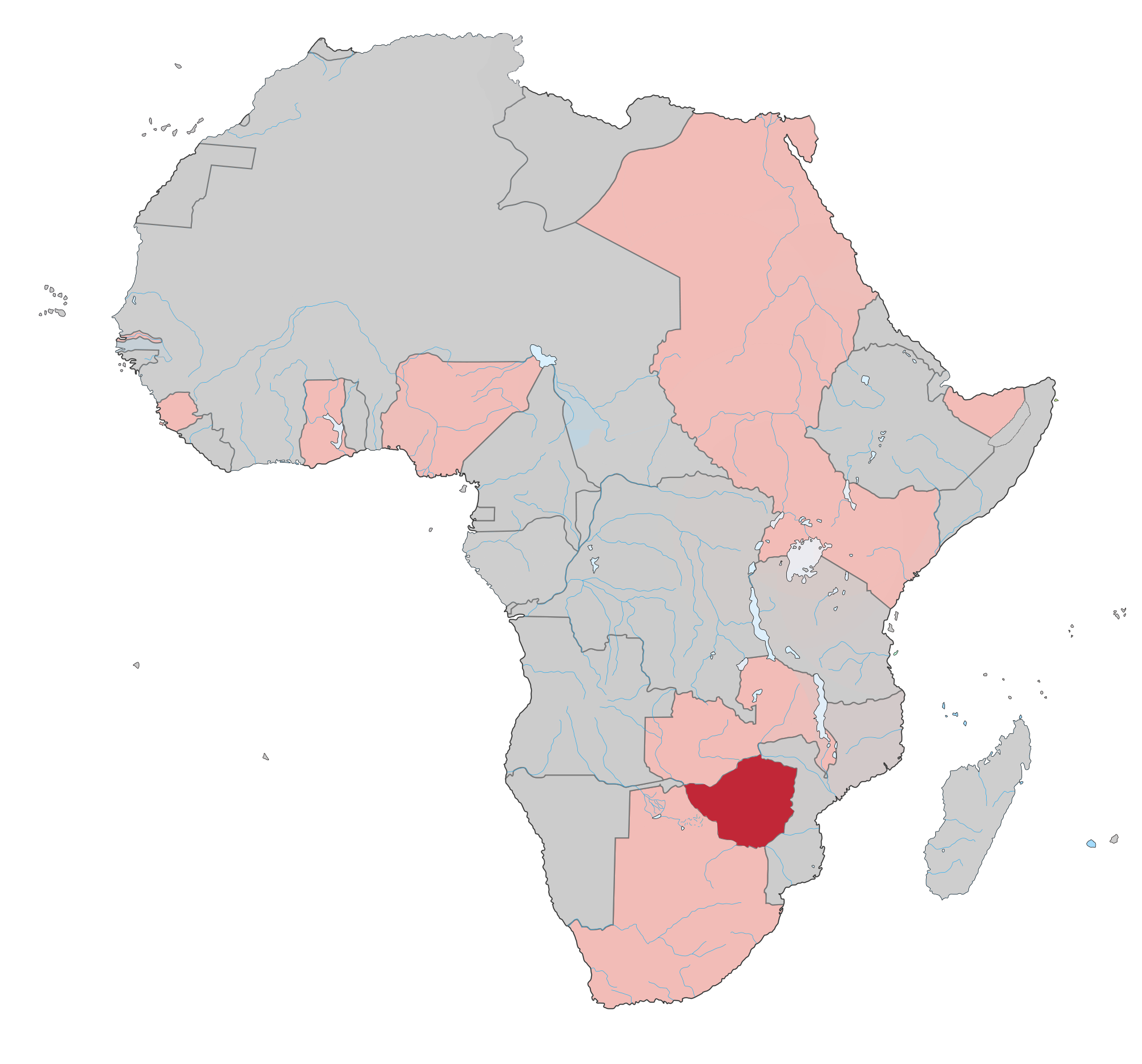
Ubicación de la colonia de Rodesia del Sur dentro del Imperio Británico en África, hacia 1914.

### Camino a la independencia
El gobierno de Rodesia, el cual estaba compuesto mayoritariamente por miembros de la minoría blanca (que formaba aproximadamente el 5 % de la población del territorio), veía con indignación como otras colonias africanas menos desarrolladas avanzaban hacia la independencia, producto de los procesos de descolonización. Rodesia del Sur, que llevaba cuatro décadas de autogobierno, intentó avanzar hacia la soberanía absoluta a comienzos de los años 1960, pero el Reino Unido lo rechazó debido a las políticas discriminatorias establecidas por el gobierno autónomo del territorio. Como condición para la independencia, la metrópoli estableció la política de "No a la independencia antes del gobierno de la mayoría" (No independence before majority rule en inglés, abreviado como NIBMAR). El gobierno rodesio, en tanto, se manifestó en contra de entregar el poder a los nacionalistas negros en medio de crecientes tensiones raciales y el contexto político de la Guerra Fría.

## La declaración
Las diferencias entre Harold Wilson, primer ministro británico, y su par rodesiano Ian Smith se acrecentaron entre 1964 y 1965. Wilson manifestó que los términos en que se alcanzara la independencia debían ser aceptables por la mayoría del país. Mientras Smith insistió en que esto se había cumplido, tanto el Reino Unido como los líderes nacionalistas blancos rechazaron dichas afirmaciones. En octubre de 1965, Wilson propuso que ciertos poderes entregados al gobierno autónomo fueran retirados con el fin de proteger el futuro de la mayoría negra e inició una comisión investigadora. El gobierno rodesiano consideró ambos hechos como inaceptables y Smith, junto a su gabinete, declararon la independencia. Ante la rebelión de Smith, el gobernador colonial Humphrey Gibbs removió de su cargo a todos los miembros del gobierno. Sin embargo, el gobierno secesionista creó la figura del "Administrador del Gobierno" para reemplazar a Gibbs.
Aunque ningún país reconoció la UDI, la Corte Suprema de Rodesia consideró al gobierno como legal en 1968. Aunque Smith originalmente declaró que mantendrían la lealtad a la monarquía británica, Rodesia se convirtió en una república en 1970, en un intento fútil de ganar reconocimiento internacional. La declaración de independencia desató una guerra civil entre el gobierno blanco y dos grupos nacionalistas negros pro-comunistas que eran rivales entre sí. Luego de varios años de guerra, se firmó un acuerdo de paz en 1978 entre el gobierno secesionista y algunos grupos rebeldes no militantes, que permitieron la creación de Zimbabue-Rodesia en junio de 1979. Este estado, pese a que permitió la incorporación de la comunidad negra en el gobierno, no satisfizo a las milicas rebeldes ni a la comunidad internacional. La guerra civil continuó hasta que la firma del Acuerdo de Lancaster con el que Zimbabue-Rodesia aceptó derogar la declaración de independencia unilateral, en diciembre de 1979. Tras un breve período nuevamente como colonia británica, el territorio rodesiano alcanzó su independencia como Zimbabue en 1980.